# Eierleggende tandkarpers
Eierleggende tandkarpers (Cyprinodontidae) zijn een familie van straalvinnige vissen uit de orde van Tandkarpers (Cyprinodontiformes).

## Geslachten
- Aphanius Nardo, 1827
- Cualac R. R. Miller, 1956
- Cubanichthys C. L. Hubbs, 1926
- Cyprinodon Lacépède, 1803
- Floridichthys C. L. Hubbs, 1926
- Garmanella C. L. Hubbs, 1936
- Jordanella Goode & T. H. Bean, 1879
- Megupsilon R. R. Miller & Walters, 1972
- Orestias Valenciennes, 1839